# Floresca Guépin
Pour les articles homonymes, voir Guépin.
Floreska (ou Floresca) Clémentine Guépin, née Leconte le 26 mars 1813 à Sézanne et morte le 14 novembre 1889 à Paris, est une féministe française, antiesclavagiste, pacifiste et républicaine. À Nantes, elle fonde, en 1870, la seconde école professionnelle de jeunes filles, sur le modèle de celle ouverte par Élisa Lemonnier à Paris en 1862.

## Biographie

### Enfance et débuts
Floreska Leconte naît le 26 mars 1813 à Sézanne dans la Marne. Elle fait un long séjour en Angleterre, pour y recevoir une éducation et peut-être y travailler. Elle en revient parfaitement anglophone, convertie au protestantisme et aux idées démocratiques.  
Son origine familiale semble modeste, et son père, après avoir exercé divers métiers, ne laisse aucun héritage. Elle soutient donc très probablement par son travail sa mère Louise (née Griotteray), sa sœur Mélinda et son frère Émile, et se construit une "belle position sociale". En 1846, elle ouvre, en effet, à Paris un "établissement destiné à recevoir les dames pensionnaires et des jeunes personnes venant à Paris pour se perfectionner dans les arts libéraux". Bien située, cette pension de famille et institution atypique attire des jeunes femmes de l'élite anglo-américaine, pour qui la confession protestante de Floreska constitue un gage primordial.  
Parmi les pensionnaires, on trouve d'éminentes figures de la lutte américaine contre l'esclavage : Marie Weston Chapman, Harriet Beecher Stowe (autrice de La case de l'oncle Tom), y séjournent brièvement et lui confient leurs jeunes filles. L'institution sert aussi de boîte aux lettres pour les militantes anglaises comme Mary Estlin ou Emma Mitchell, et les sœurs Chapman restées à Boston. À leurs côtés, Floreska joue un rôle déterminant dans la participation française à ce combat, guidé par les principes moraux et chrétiens de William Lloyd Garrison. Non-violente, l'action consiste principalement à récolter des fonds et des objets pour le Bazar annuel antiesclavagiste de Boston et à assurer la diffusion des idées abolitionnistes. Le 28 janvier 1853, The Liberator salue l'engagement et l'efficacité de Floreska.[réf. souhaitée]

### Engagements militants et vie familiale
Dans le même temps, elle noue des relations durables avec de grandes familles républicaines, assiste au cours de Jules Michelet au Collège de France, fréquente le salon intellectuel des Geoffroy Saint-Hilaire où elle rencontre des saint-simoniens comme Émile Souvestre et les Lemonnier, des socialistes et, en 1853, le docteur Ange Guépin. Né en 1805, médecin ophtalmologiste, Guépin est depuis la Révolution de 1830 une figure majeure de la vie politique nantaise : historien et essayiste, c'est un progressiste dont les idéaux évoluent alors du saint-simonisme vers le républicanisme.  
Durant l'été 1853, Floreska effectue avec la famille Lowell-Putnam de Boston un tour de la Bretagne, conseillé par Ange Guépin qui y participe quelques jours. Floreska Leconte et Ange Guépin se marient à Paris le 4 mars 1854. Le pasteur Athanase Coquerel fils, qui bénit leur union au temple de l'Oratoire, est un féministe ardent partisan de l'instruction laïque des filles.  
Floreska cède son institution à sa sœur pour suivre son mari à Nantes, où le docteur, surveillé par la police impériale, soigne  les plus démunis. Avec dévouement, et beaucoup d'humour aussi, elle remplit de son côté le rôle féminin traditionnel auprès de son époux et de ses beaux-enfants (Ange-Victor et Marie, âgés alors respectivement de 23 et 16 ans), mais elle forme surtout avec Guépin un couple soudé par le partage de convictions morales, d'idéaux progressistes et d'engagements politiques. 
Largement ostracisé par la bonne société nantaise, le couple reçoit amis et militants à Nantes et dans leur propriété de l'Oisillière près de Savenay. Floreska est l'amie intime d'André Léo, écrivaine, militante féministe et future communarde, qu'elle présente à Grégoire Bordillon. Floreska accueille un temps les jumeaux d'André Léo, permettant à celle-ci d'écrire des romans féministes que Floreska et Ange lisent, commentent et promeuvent. La républicaine et autrice Augustine Girault-Lesourd, d'Angers, devient "sa sœur de cœur". Vient aussi à l'Oisillière la grande féministe anglaise Barbara Leigh Smith, qui plaide en 1857 en faveur du travail qualifié des femmes. Floreska est encore proche d’Élisa Lemonnier, militante féministe qui fonde à Paris, en 1862, la première école laïque d'enseignement professionnel pour jeunes filles. Cette école servira de modèle aux Guépin.

### École d'enseignement professionnel pour jeunes filles
Dès avant sa rencontre avec Guépin, Floreska mûrit un projet de cet ordre, et ne renonce à son indépendance qu'avec l'assurance formelle que son mari l'aidera à le réaliser. Mais la répression politique et l'hostilité de l'Église catholique, très puissante à Nantes, retardent longuement cette fondation. Dans l'intervalle, c'est au-delà des frontières qu'elle peut porter son action : grâce aux traductions qu'elle lui fait de la presse américaine, Guépin s'engage à son tour dans la lutte pour l'abolition de l'esclavage. Elle possède des notions d'italien, soutient avec enthousiasme le Risorgimento, et correspond jusqu'à la fin de sa vie avec Timoteo Riboli, le médecin personnel de Garibaldi. Elle se dit membre du Congrès de la paix, et adhère aux idéaux pacifistes et européens. Lorsque la relative libéralisation du régime le permet, à partir de 1864, elle soutient activement le retour de Guépin à la vie politique. Bouleversée par la guerre franco-allemande de 1870, sensible aux raisons de la Commune de Paris et révoltée par les atrocités de la répression versaillaise, elle cache et fait évader, avec la complicité de son mari, des Communards en fuite, et les divergences politiques qui apparaissent alors avec André Léo n'altèrent en rien leur amitié. 
Si l'Église catholique se montre violemment hostile  à l'instruction laïque et supérieure des filles, Napoléon III, en accord avec les industriels et les libéraux, entend rechercher "tous les moyens propres à développer dans le pays l'éducation artistique et professionnelle", y compris des filles. Ange Guépin lui-même, qui partageait pour une large part les préjugés misogynes de son époque, s'est rallié d'emblée après leur rencontre aux convictions féministes de Floreska. À Nantes, les Guépin peuvent compter sur le soutien des édiles progressistes comme de plusieurs entrepreneurs, et s'appuyer sur l'expérience de l'École primaire supérieure, qui fournit depuis 1834 aux garçons des classes populaires et moyennes une formation professionnelle de qualité : c'est à leurs sœurs que sera destinée l'École Guépin. En janvier 1870, elle fonde avec son mari la Société nantaise pour l’enseignement professionnel des jeunes filles, dont le conseil d'administration est à majorité féminine. Par prudence politique, Floreska en délègue d'abord la présidence. Elle écrit à André Léo : "J'ai de mauvaises nuits provenant  surtout de l'enfantement de mon projet d'école Élisa Lemonnier. Mais à ce titre et à cette forme complète, il me faut renoncer et donner petit à petit la chose sans le nom [...]. Tout d'abord il me fallait cacher mon initiative derrière une présidente [...]". Afin de "donner petit à petit la chose sans le nom", ils ouvrent d'abord un puis plusieurs ateliers-écoles : la formule, peu coûteuse et originale, rencontre un modeste succès, mais la fondation de l'école elle-même est retardée par la guerre. Le 1er avril 1873, l'École Guépin ouvre rue Duguesclin et le rôle fondateur de Floreska apparaît désormais au grand jour. Elle assure alors la présidence de la Société, jusqu'à la municipalisation de l'établissement en 1888.
Le docteur Guépin décède brutalement le 21 mai 1873, et Floreska documente abondamment les quatre biographies qui seront consacrées à son mari. Cette disparition laisse Floreska assumer seule la lourde charge d'augmenter et de maintenir les effectifs, dont dépendent les nécessaires subventions ministérielles qu'elle sollicite inlassablement, en même temps que la générosité des donatrices et des donateurs : outre les amies proches, les entrepreneurs et progressistes nantais, contribuent de grandes figures républicaines comme Hippolyte Carnot, Eugénie Kestner, Suzanne Arnaud de l'Ariège ou Nancy Fleury, dont George Sand est la marraine. En l'absence d'abord de tout enseignement secondaire féminin, Floreska diversifie les formations, et l'école prépare aussi bien au diplôme d'institutrice qu'aux métiers d'arts appliqués (peinture sur porcelaine, gravure, etc.) ainsi qu'aux métiers plus traditionnels de la couture et de la broderie. La création à Nantes d'un lycée de filles en 1882, puis d'une École normale de jeunes filles l'année suivante, oblige Floreska à recentrer la formation sur les métiers manuels, dont elle élargit la palette en y ajoutant des spécialités modernes aux excellents débouchés, comme la retouche photographique. L'établissement acquiert une solide réputation, attirant même quelques élèves anglaises et américaines, et la qualité de l'école est encore reconnue par des prix, médailles et distinctions. 

### Fin de vie
Revenue à Paris auprès de sa famille, Floreska continue d'agir en faveur des filles. Elle adhère à la Société de protection des apprentis et des enfants des manufactures : il s'agit, auprès des ateliers parisiens employant des jeunes filles, de surveiller les conditions de travail et de faire appliquer les lois protectrices des mineures. En 1883, elle participe encore à la fondation de la Société des orphelinats agricoles d'Algérie, qui gère un orphelinat installé sur la concession, d'inspiration fouriériste, du Sig près d'Oran.
Floreska Guépin meurt le 14 novembre 1889 à Paris. C'est autant au souvenir du docteur Guépin qu'à elle que s'adresse alors l'hommage d'une foule considérable, qui s'étire du temple jusqu'au cimetière La Bouteillerie à Nantes, où elle est inhumée. Dès ce moment son rôle est minoré, voire occulté et oublié.   

### De l'école Guépin à l'école Vial
Lors de la fondation en 1870 de la Société nantaise pour l’enseignement professionnel des jeunes filles, vingt-sept personnes s’engagent à soutenir l’école, par un versement (modeste) annuel d’au moins 100 francs. Prosper Vial, un riche Nantais négociant en métaux et conseiller municipal républicain, fait partie de ce groupe des « fondateurs » tout au long de la présidence de Floreska Guépin. Contrairement à ce qu’on trouve parfois écrit, il ne participe ni à la conception, ni au fonctionnement de l’école.  Lorsqu’en 1895, six ans après le décès de Floreska Guépin, l’École Guépin devient École pratique du commerce et de l’industrie de jeunes filles (EPCI), son succès ne fait que croître et son local devient trop exigu. À son décès en 1889, Prosper Vial avait légué à la ville de Nantes 250 000 francs pour la création d’une école de filles : c’est grâce à ce legs qu’une nouvelle école est construite en 1896. Le 8 juillet 1898, le Conseil municipal décide de donner à cet établissement le nom d’École Vial : politiquement, il convenait de faire disparaître le nom du docteur Guépin, et il était impensable de reconnaître l’œuvre de Floreska Guépin.

## Hommages

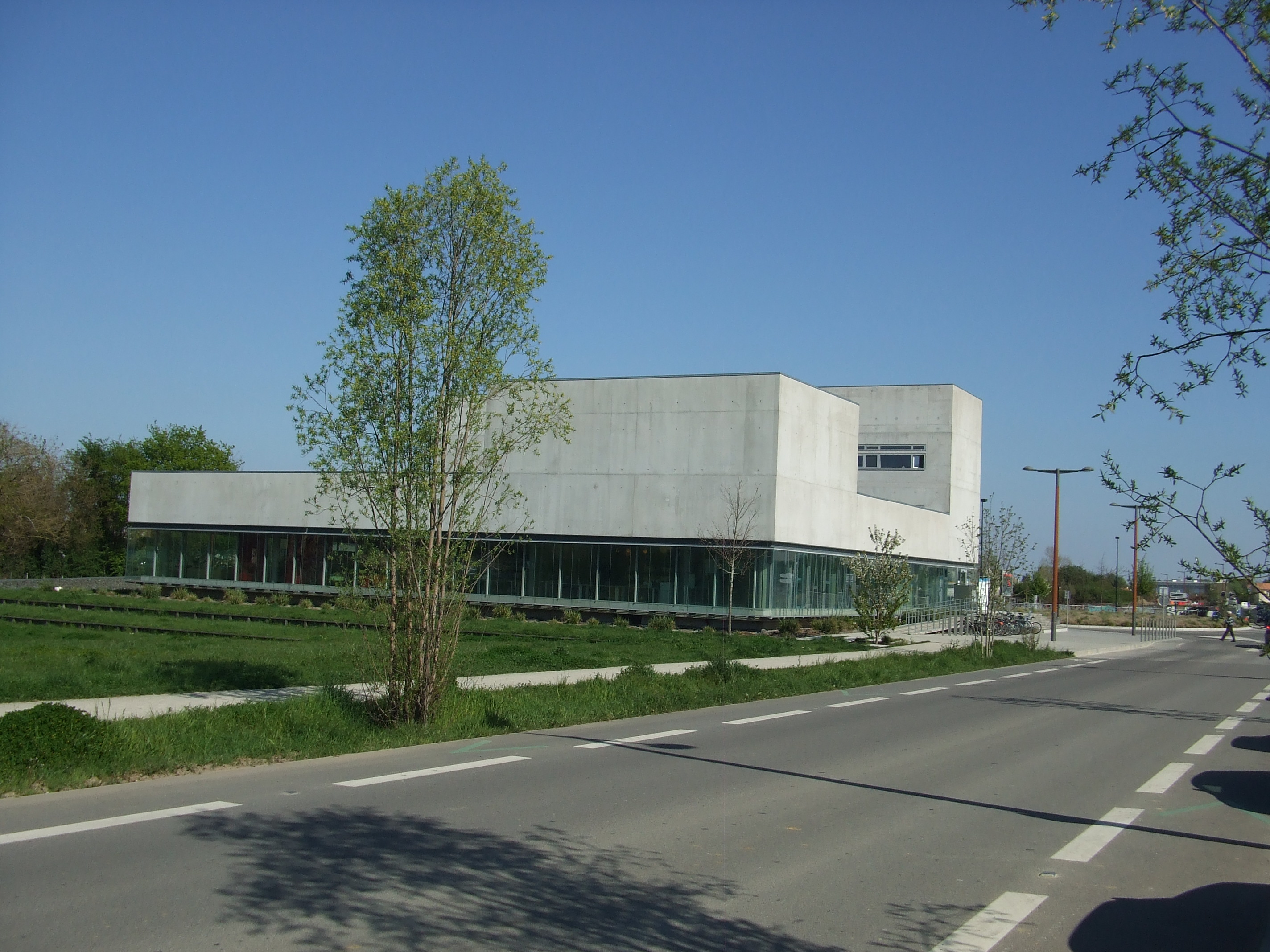
La médiathèque Floresca Guépin, inaugurée en 2007 à Nantes dans le quartier Bottière-Chénaie.

La médiathèque du quartier Bottière-Chénaie à Nantes, ouverte en juin 2007 est nommée en son honneur.